# Heinz Krüger (Politiker, 1919)
Heinz Krüger (* 12. November 1919 in Leipzig; † 10. Oktober 2015) war ein deutscher Politiker (SED). Er war Vorsitzender des Rates des Bezirkes Cottbus. 

## Leben
Krüger wurde als Sohn eines Maurers und einer Arbeiterin geboren. Er entstammte einem sozialdemokratischen Elternhaus. Nach dem Besuch der Volks- und Berufsschule war er von 1934 bis 1938 als Textilarbeiter tätig. Von 1938 bis 1945 war er zum Reichsarbeitsdienst und zur Wehrmacht eingezogen. Bei Kriegsende hatte er den Dienstgrad eines Bootsmannes inne. 1945 befand er sich vier Wochen lang in britischer Internierung. 
Von 1945 bis 1949 war Krüger als Arbeiter sowie als Verwalter bzw. Treuhänder kleiner Textilbetriebe beschäftigt. 1945 trat er der SPD bei und wurde 1946 Mitglied der SED. Von 1949 bis 1951 war er Abteilungsleiter im Rat des Kreises, dann 1951/52 Bürgermeister von Weißwasser und schließlich 1952/53 Erster Vorsitzender des Rates des Kreises Weißwasser. 1953 wurde er Erster Sekretär  der Kreisleitung Weißwasser der SED. Sein dreijähriges Studium an der Parteihochschule „Karl Marx“ (1954–1956) schloss er als Diplom-Gesellschaftswissenschaftler ab. Von 1956 bis Juni 1959 fungierte er als Erster Sekretär der Kreisleitung Jessen der SED. Von Juli 1959 bis Februar 1962 war Krüger Vorsitzender des Rates des Bezirkes Cottbus. Er wurde offiziell aufgrund von „Verfehlungen“ abberufen, die sich „parteischädigend auswirkten und ihn unsicher in seiner Arbeit machten“. Anschließend war Krüger Mitarbeiter in der Staatlichen Plankommission der DDR.